# Max Jacob (Modigliani)
Pour les articles homonymes, voir Max Jacob.
Max Jacob est un tableau réalisé par le peintre italien Amedeo Modigliani vers 1916-1917. Cette huile sur toile est un portrait de Max Jacob vêtu d'un complet. Don de Mary E. Johnston en 1959, l'œuvre est conservée au Cincinnati Art Museum, à Cincinnati, dans l'Ohio, aux États-Unis.

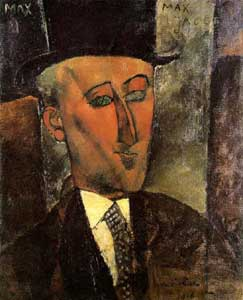
Portrait de Max Jacob, 1916 – Kunstsammlung Nordrhein-Westfalen, Düsseldorf.